# هني كويبر
هني كويبر (بالهولندية: Hennie Kuiper)‏ مواليد 3 فبراير 1949 في هولندا، هو دراج هولندي سابق في صنف سباق الدراجات على الطريق. سبق أن شارك في دورة الألعاب الأولمبية الصيفية وفاز بميدالية أولمبية.

## سباقات أو مراحل فاز بها
- طواف فرنسا
- طواف إسبانيا
- بطولة العالم لسباق الدراجات على الطريق
- طواف سويسرا

## الميداليات
| الميدالية | المسابقة                       |
| --------- | ------------------------------ |
| ذهبية     | الألعاب الأولمبية الصيفية 1972 |

## روابط خارجية
- هني كويبر على موقع IMDb (الإنجليزية)

- هني كويبر على موقع أرشيف الدراجات (الإنجليزية)
- هني كويبر على موقع إحصائيات الدراجات الإحترافية (الإنجليزية)
- هني كويبر على موقع CycleBase (الإنجليزية)
- هني كويبر على موقع أوليمبيديا (الإنجليزية)